# Уграїцький Микола Тихонович
Мико́ла Ти́хонович Уграї́цький (рос. Николай Тихонович Уграицкий, * 6 березня 1927, Харків — † 7 червня 1969, Харків) — український радянський футболіст, воротар. Грав за харківські «Дзержинец», «Локомотив» і «Авангард». Майстер спорту СРСР.

## Біографія
Народився 6 березня 1927 року в Харкові.

### Кар'єра футболіста
Після німецько-радянської війни потрапив у команду «Дзержинец», що виступала в класі «Б» чемпіонату СРСР. Незабаром запросили в головну на той час команду Харкова — «Локомотив», з якої його було запрошено кандидатом у збірну СРСР для підготовки до Олімпійських ігор 1952. Виступав за клуб із 1947 р. по 1955 р., провів 178 ігор. З 1956 р. грав за «Авангард», провівши 133 гри та пропустивши 75 м'ячів, у якому й завершив кар'єру в 1962 році. Працював старшим викладачем, завідувачем на кафедрі фізичного виховання Харківського авіаційного інституту.
Помер 7 червня 1969 року в Харкові від саркоми. Поховано на ІІІ міському цвинтарі.
|  | …Тих, хто зберігав вірність рідній команді, що навіть грає недуже та без якихось суперумов, треба пам'ятати й захоплюватися. Я б вибивав їхні імена на спеціальних табличках біля стадіонів. Наприклад, у Харкові таким був Микола Уграїцький… |

## Особисті відомості

### Відзнаки
Після того, як «Авангард» 1961 року під керівництвом тренера Олександра Пономарьова посів шосте місце в класі «А» (найвище місце для харківських клубних команд за всю історію чемпіонатів СРСР), присвоєно звання майстера спорту СРСР. У списку 33-х найкращих гравців України за підсумками того ж 1961 року зайняв друге місце після воротаря київського «Динамо», тогорічного чемпіона СРСР Олега Макарова.

## Факти
- 1959 року в товариському матчі «Авангарду» з командою Об'єднаної Арабської Республіки забив гол суперникові, відправивши м'яч у його ворота прямо зі своєї штрафної.
- З 1970 року Харківською обласною федерацією футболу засновано Кубок пам'яті М. Т. Уграїцького, який розігрують провідні аматорські команди регіону.